# 1.ª SS-Abschnitt
La 1.ª SS-Abschnitt (literalmente, '1.ª Sección SS') fue una brigada de las Allgemeine SS y la primera unidad de este tipo jamás establecida en las SS. La 1.ª SS-Abschnitt se conocía originalmente como SS-Brigaden I y se fundó debido a una expansión de las SS entre 1929 y 1930, lo que provocó la necesidad de que los regimientos SS (conocidos como Standarten) se agruparan en formaciones de brigada de mayor tamaño. Las Brigadas SS se inspiraron en el mismo tipo de unidad utilizada por las Sturmabteilung.
La 1.ª Brigada SS tenía su sede en Múnich, y su personal de liderazgo original estaba formado por exmiembros de la 1.º SS-Standarte, del cual la 1.ª Brigada actuó como formación de mando; el primer comandante de brigada designado fue Josef Dietrich. Dietrich fue técnicamente el comandante de la Abschnitt hasta 1932, aunque después de unos pocos meses, Dietrich comenzó a involucrarse cada vez más en el cuerpo de protección personal de Hitler (que luego se convertiría en el núcleo de la Leibstandarte SS) y dejó funcionamiento diario de la 1.ª Brigada a sus subordinados. Durante estos años, Dietrich también fue catalogado como el comandante del Grupo SS Sur, que era el mando superior de la 1.ª Brigada SS.
En 1933, el nombre del comando se había cambiado a SS-Abschnitt I, o 1.º Distrito SS. Una vez que el Partido Nazi llegó al poder y Adolf Hitler fue a Berlín junto con la Leibstandarte de Dietrich, la relación de Abschnitt con Hitler en Múnich disminuyó gradualmente y el comando se involucró más en las funciones ceremoniales que rodeaban la Casa Parda de Múnich.
Durante la década de 1930, la Abschnitt fue vista como una de las unidades más importantes dentro de las SS, ya que Múnich todavía se consideraba una ciudad muy importante debido a su estatus como el lugar de nacimiento del Partido Nazi. La Abschnitt continuó operando con toda su fuerza hasta el comienzo de la Segunda Guerra Mundial, cuando muchos miembros fueron reclutados en la Wehrmacht o se unieron a las Waffen-SS.
En 1943, las operaciones diarias de la Abschnitt habían sido eclipsadas por la Oficina del jefe de Policía y SS, aunque la 1.ª SS-Abschnitt siguió figurando como un comando activo hasta el final de la guerra. La Abschnitt se disolvió en mayo de 1945, tras el colapso de la Alemania nazi.

## Cadena de mando
- Mando superior: SS-Oberabschnitt Süd
- Comandos subordinados: 1.º SS-Standarte, 31.º SS-Standarte, 34.º SS-Standarte.

## Comandantes
- SS-Gruppenführer Josef Dietrich (11 de julio de 1930-  11 de agosto de 1932)
- SS-Oberführer Erasmus Freiherr von Malsen-Ponickau (11 de agosto de 1932-  2 de mayo de 1933)
- SS-Standartenführer Wilhelm Starck (2 de mayo de 1933-  17 de abril de 1934)
- SS-Oberführer Heinz Roch (17 de abril de 1934-  15 de marzo de 1936)
- SS-Brigadeführer Christoph Diehm (15 de marzo de 1936-  1 de marzo de 1939)
- SS-Oberführer Hans Döring (1 de marzo de 1939 - 31 de octubre de 1942)
  - Puesto vacante (solo comandantes adjuntos) (1 de noviembre de 1942 - 1 de abril de 1943)
- SS-Brigadeführer Franz Jaegy (1 de abril de 1943 - 8 de mayo de 1945)